# Рене-Антоан Реомюр
Ренѐ-Антоа̀н Фершо̀ дьо Реомю̀р (на френски: René-Antoine Ferchault de Réaumur) е френски естествоизпитател и натуралист, ентомолог, физик и математик, член на Парижката академия на науките (1708), почетен член на Петербургската АН (1737), член на Лондонското кралско общество (1738), чуждестранен член на Пруското кралско научно общество (днес Берлин-Бранденбургска академия на науките) (1742), чуждестранен член на Шведската кралска академия на науките (1748).

## Научна дейност
Основните трудове на Реомюр са в областите физика, зоология и др.
През 1730 г. описва изобретения от него спиртен термометър, скалата на който се определяла от точките на кипене и замръзване на водата и е била разделена на 80 градуса (градус по Реомюр). Връзката между градусите по ск̀алата на Реомюр и по ск̀алата на Целзий е:
1 °R = 1,25 °C
В областта на зоологията разработва въпросите на биологията на обществените насекоми, отношението на насекомите към растенията; уточнява функциите на членовете на пчелното семейство. Най-големият му труд, „Mémoires pour servir à l'histoire des insectes“ (1734 – 1742), е посветен основно на насекомите.
Реомюр се занимава и с металургията на желязото. Резултатите от изследванията си публикува в няколко статии, по-известни от които са „Изкуството за превръщане на ковкото желязо в стомана“ и „Изкуството да се направи летият чугун по-мек“. В тези статии за пръв път се полагат научни основи на термичната обработка на чугуна и стоманата. Дотогава нито една от използваните технологии за обработка на желязото не е имала обяснение.